# 會寧集中營
會寧集中營（朝鲜语：／），又稱「22號營房」，是朝鮮用作關押政治犯的集中營之一，位於朝鮮東北部中朝邊境附近的會寧市山谷。大約可容纳五万人勞改。
該集中營已於2012年後關閉，理由是會寧集中營太接近中國和俄羅斯的邊境圖們江，為防止犯人逃離朝鮮故關閉之。

## 簡述
会宁集中营于1965年在朝鲜咸镜北道的会宁市修建，80、90年代又扩建到会宁市的仲峰（朝鲜语：중봉）。在90年代，该集中营所关押的犯人人数急剧增加，而当时咸镜北道的其他三个集中营已经关闭，其犯人被转移到了这所集中营。而被关押进来的人大多數是因為批評朝鮮勞動黨或領導人金正日而因言獲罪的，以及被断定在政治上不可靠的（如韓戰回國戰俘、基督徒、從日本回流僑民）。集中營同時亦接收脫北者的家屬或受牽連人士，由大約1000名警衛和500至600名行政人员进行控制。

## 内部环境
据《朝鲜月刊》报道，曾经在会宁集中营工作的狱卒安明哲表示，集中营内部的生活环境极其恶劣，甚至威胁生命。他回忆，初次到这个集中营时感到一种难以名状的震惊：这里的犯人就好像是骨瘦如材、衣衫褴褛的骷髅和虫豸。这名狱卒估计，狱中大约有30%的犯人都曾被实施酷刑和虐待，如割耳朵、碾碎眼球、掏空鼻腔，还有被鞭子或刑具抽打而在脸上留下的疤痕。还有大约2,000名犯人被截肢，但就算是杵拐杖的残疾人也必须参加劳动。集中营每日会给每名犯人发放180克的谷物，但几乎吃不到蔬果和肉类食品，而肉食的唯一来源竟是在狱中出没的老鼠、蛇和癞蛤蟆。每年约有1,500到2,000人会因为营养不良，器官衰竭而死亡，其中大多数是少年儿童，但囚犯总人数是保持不变的。每年朝鲜当局会送来约1,500到2,000名囚犯来这里服刑。集中营里，儿童只能接受最基础的教育，六岁后就会被安排任务开始劳动，如到田里收菜，给谷物剥壳，晒稻米等，但是获得的食物很少，每天只有约180克，这对成長期中的儿童来说远远不够。因此，很多儿童都活不过10岁。年长的犯人和其他人一样每天都会做同样强度的劳作，而身患重病的犯人经检疫之后就会被遗弃，自生自灭。
不具有婚姻关系的囚犯居住在100人同时起居的集体工棚内。为奖励劳动积极分子，集中营允许家庭成员一起居住在一个单独的小房间内，但不提供自来水。而供住宿的牢房状况很糟糕，墙壁是土坯的，并且有很多裂缝。在其中的所有犯人都要共用数个肮脏、拥挤的马桶来排便。
集中营内的犯人每天都要干很沉重的农活，或在矿点、工厂里劳作，工作时间是从早上5点到晚上8点（冬季到晚上7点），还伴有思想政治教育和自我批评会议，而犯人唯一的假日就是元旦。犯人所在的矿点并不具备有效的安全措施来保障人身安全，所以几乎每天都会有人遇险死亡。他们仅仅用最原始的劳作工具来工作，如铲子，并且被强迫劳动到筋疲力竭为止。就算矿点发生火灾或者出口塌方被堵死，也没人会来营救这些被困的犯人。而据“朝鲜人权数据库”（Database Center for North Korean Human Rights）的资料，集中营把犯人的尸体堆到货车上，丢进熔炉焚化。煤炭被运到清津市发电厂用于发电，而生产的食物则供应到朝鲜民主主义人民共和国国家安全保卫部，或者在首都平壤及朝鲜的其他地区进行销售。

## 虐囚指控
不少國際傳媒報導均稱該集中營存在不少有關人權侵犯的案件，包括將囚犯投進毒氣室作化學實驗，供監獄人員觀察，當中部分指控與前會寧集中營負責人權革（권혁）有關。

## 請參閱
- 北韓人權
- 北韓集中營
- 赛德纳亚监狱
- 奥斯威辛集中营